# Parti nationaliste du Pays valencien
Le Parti nationaliste du Pays valencien (en catalan Partit Nacionalista del País Valencià ; PNPV ) est un parti politique régional valencianiste et de centre gauche fondé en 1978 par Francesc de Paula Burguera,.
En proie à des divisions internes en raison de ses faibles résultats électoraux, le parti est dissout en 1984, lors de sa fusion avec Agrupament d'Esquerra del País Valencià (ca) (AEPV) dans Unitat del Poble Valencià (UPV),.

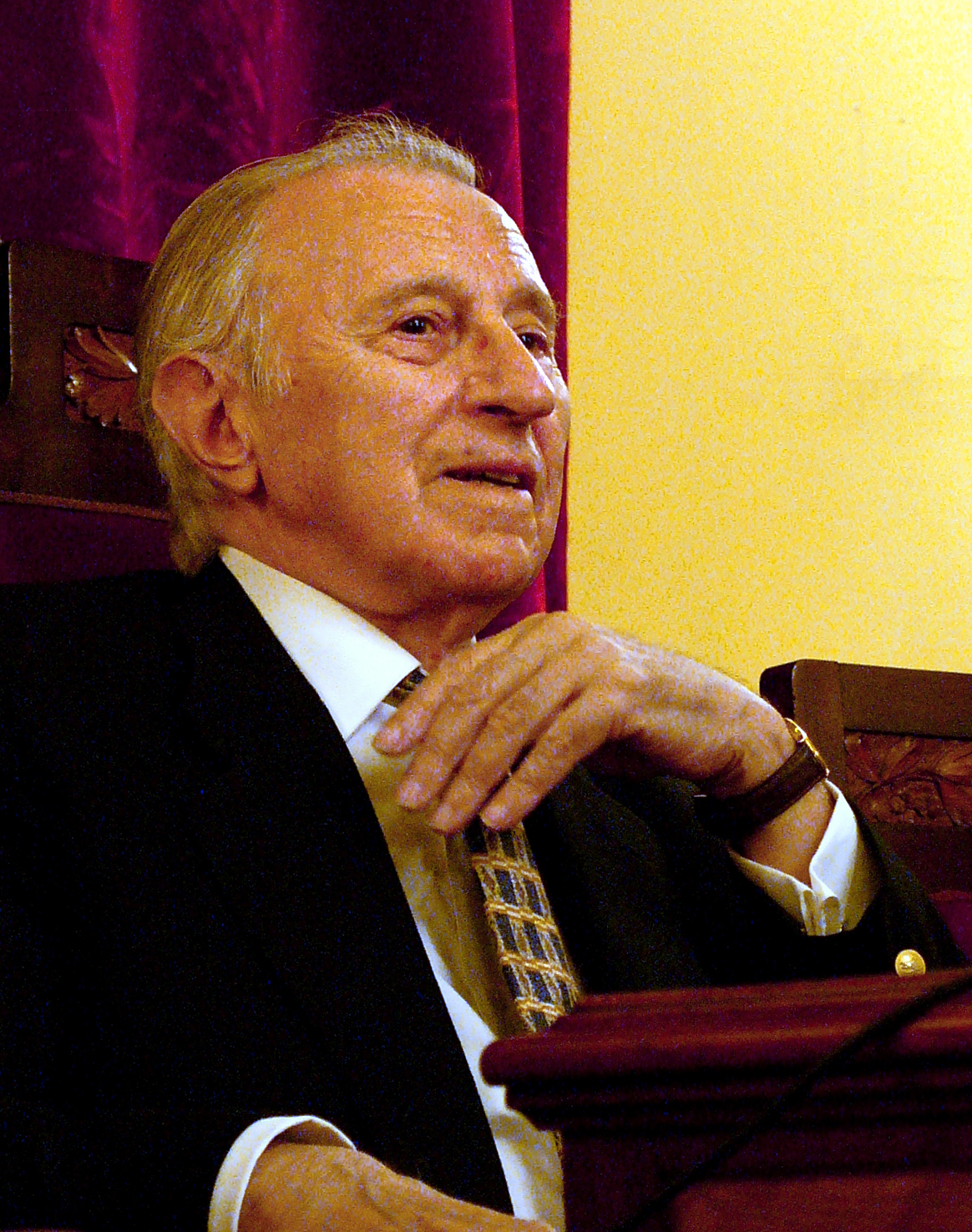
Francesc de Paula Burguera, leader du PNPV, en 2010 à Sueca

## Histoire
Lorsqu'en 1978, à la suite des conflits entre le Parti populaire régional valencien (es) et le Parti démocrate et libéral du Pays valencien (ca) (PDLPV) au sein d'UCD-Valence, Francesc de Paula Burguera quitte ce dernier parti, dans les rangs duquel il a été élu en 1977 député au Congrès, au niveau espagnol les bases de l'autonomie politique de la Galice, du Pays Basque et de la Catalogne sont en cours d'élaboration. Il rejoint dans un premier temps le groupe mixte car il s'oppose de plus à la nouvelle ligne blavériste d'UCD. Cette situation pousse Burguera à créer une plateforme électorale pour dénoncer ce qu'il considère comme une marginalisation du Pays valencien dans ce processus de mise en place des autonomies. Le PNPV est légalisé deux jours avant la fête valencienne du 9 octobre (en) de 1978 (à laquelle ni le PSPV-PSOE ni le PCE-PCPV n'appellent à participer à cause du conflit et de l'indéfinition sur la question des symboles valenciens).
Le comité fondateur du PNPV inclut des anciens militants du PDLPV comme José Cabanes et Burguera lui-même, d'UDPV comme Vicent Blasco Infante, des anciens militants du PSPV opposés à son intégration dans le PSOE. comme Vicent Pons ou d'autres appartenant au secteur nationaliste du PCE-PCPV comme Jesús Puig i Noguera (ca), premier président du parti,.
Le PNPV se présente aux élections générales de 1979 sans aucun document interne qui serve de base au parti si ce n'est un plan d'objectifs à réaliser entre 1979 et 1983, qui servirait finalement de programme électoral. Finalement, le PNPV se présente seulement dans la circonscription électorale de Valence, obtenant 13 828 voix (1,29 %) et aucun député. Dans la ville de Valence, il est la septième force la plus votée avec un soutien de 1,58 % ; le reste de ses voix a été majoritairement recueilli dans capitales de comarques du sud de la région. Ces élections supposent un échec pour le nationalisme valencien, vaincu par l'Union régionale valencienne dans l'aire métropolitaine de Valence (es), et obtenant un soutien inférieur à celui reçu lors des élections précédentes.
Aux élections municipales de 1979, de meilleurs résultats sont attendus, à cause des possibilités plus grandes de recevoir des soutiens au niveau local et en raison de la bonne implantation du parti dans le sud de la province de Valence et dans la région de La Marina. Lors de ces élections, Jesús Puig devient le premier maire nationaliste valencien en obtenant 40,7% des voix — 3 conseillers — dans la petite ville de La Font d'En Carròs, ; le parti obtient aussi une représentation dans des conseils municipaux comme à Sueca ou Ontinyent — trois conseillers chacun — et Tavernes de la Valldigna, Benidorm (Toni Mayor) ou Sedaví avec un conseiller. Concernant les listes indépendantes auxquelles participent des candidats du PNPV, à Castellón de la Plana Esquerra Independent de Castelló (ca) arrive en troisième position et à Algemesí Independents per Algemesí (« Indépendants pour Algemesí ») est la force la plus votée, son candidat Joan Girbés étant désigné maire.
En décembre 1979 a lieu le premier congrès du PNPV, où le secteur social-démocrate-centriste de Francesc Burguera et Marina de Paz l'emporte sur le secteur plus à gauche mené par Vicent Pons et Jesús Puig. En tant que président de la formation, Puig assume la responsabilité de ces mauvais résultats, il quitte le parti et rejoint le PSPV-PSOE en 1980,.
Hors des institutions, le PNPV continue à revendiquer l'accès à l'autonomie valencienne à travers l'article 151 de la Constitution — la « voie rapide » — en rejoignant Coordinadora Nacionalista, une plate-forme coordonnant les différents partis souverainistes de gauche extraparlementaires après les élections générales de 1979. Depuis cette plateforme, le PNPV dirige une manifestation avec des entités andalousistes revendiquant l'autonomie et les droits nationaux des deux territoires. Au début des années 1980, le PNPV s'essouffle, en constatant que les manifestations et les publications sont le seul moyen dont il dispose pour gagner en visibilité. Peu de temps après le départ de Jesús Puig, les bases du parti réclament une réorganisation en prenant pour axe programmatique central le nationalisme valencien et en établissant des contacts avec les autres forces valencianistes de gauche en vue d'une alliance électorale. En mars 1982, le PNPV signe, avec AEPV et Esquerra Unida del Pais Valencià (EUPV), un manifeste commun qui marque le début d'une série d'activités coordonnées entre les trois partis, débouchant plus tard sur une nouvelle formation : Unitat del Poble Valencià.

## Idéologie

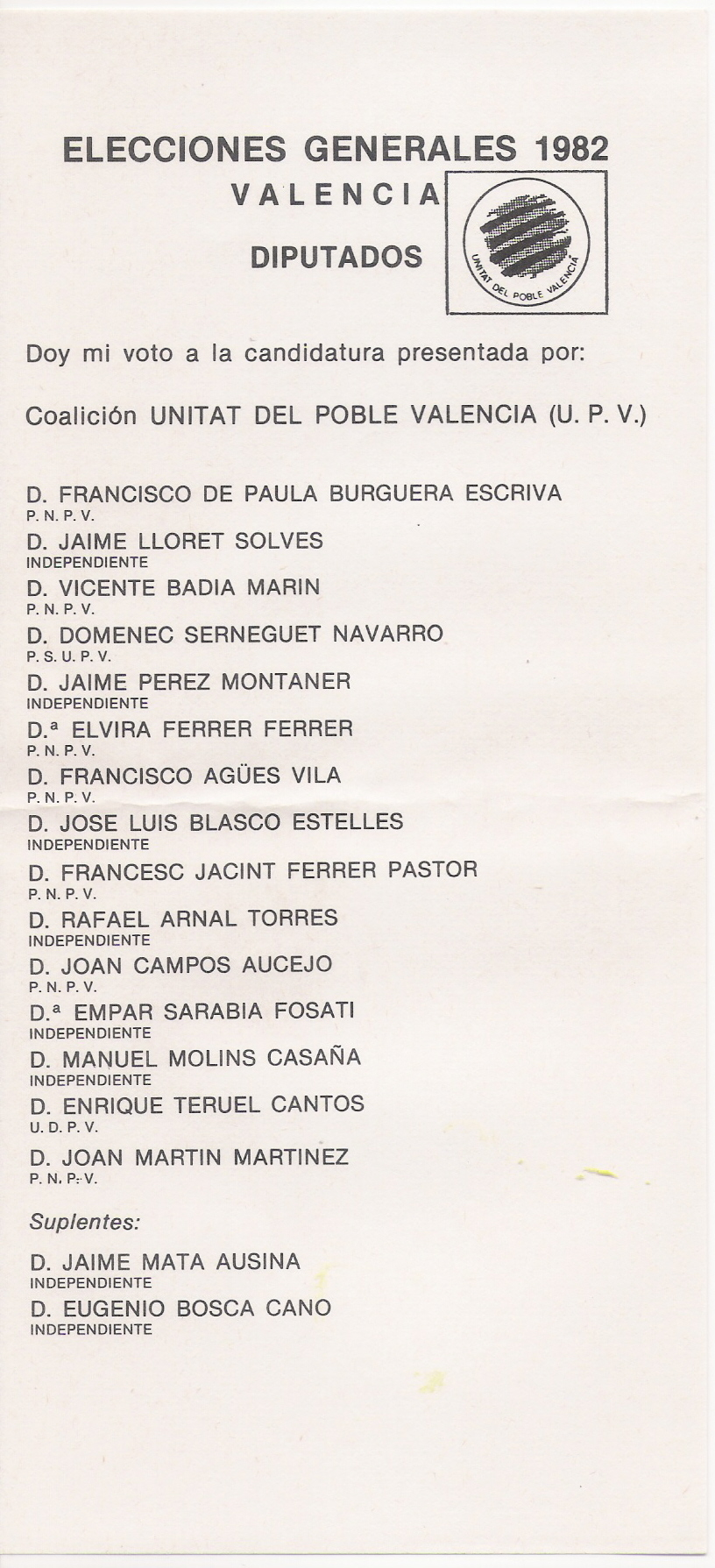
Liste au Congrès des députés de Valence de 1982 correspondant à l'UPV (les candidats gardant les initiales de leur parti).

Burguera définit le PNPV comme un parti social-démocrate, de gauche et nationaliste valencien, défendant l'adoption du drapeau à quatre barres et reconnaissant l'unité linguistique du catalan-valencien, bien qu'étant éloigné des positions révolutionnaires ou indépendantistes. De plus, il rejette l'anticatalanisme suscité par le blavérisme pendant la bataille de Valence.
Après le premier congrès de décembre 1979, quelques bases de convergence sont rédigées, qui délimitent l'idéologie et les positions du parti. Le PNPV est né avec l'intention d'unifier les nationalistes valenciens autour d'un programme institutionnel a minima, rejetant le statut d'autonomie approuvé par le Congrès des députés espagnol et revendiquant le statut de Morella, revendiquant les éléments symbologiques du fustérianisme, notamment le drapeau. En matière culturelle, il défend l'officialité du valencien, son enseignement et la nécessité d'un processus de valencianisation, linguistiquement régulée par l'université de Valence. En matière économique, le parti se montre partisan de l'entrée dans la CEE et d'une politique économique redistributive et antimonopolistique.
En dépit de la domination du secteur centriste au moment de l'établissement des bases, le PNPV se prononce favorablement sur des questions telles que la légalisation de l'avortement ou du divorce, postures alors uniquement défendues par la gauche extraparlementaire. Le PNPV préconise également une nouvelle législation pour protéger l'environnement et le territoire, fait la promotion des énergies renouvelables et, en ce qui concerne la politique sociale, revendique la priorité et la pleine dotation de l'éducation publique à tous les niveaux éducatifs, et la mise en place d'un système de santé et d'une force de police valenciens. Sur ces bases, une feuille de route à caractère nettement européiste est élaborée, le PNPV considérant l'intégration européenne comme la voie à suivre pour établir un système politique débarrassé des vestiges du franquisme. Il établit également des relations avec l'Internationale Libérale.
Dans l'exposé idéologique du deuxième congrès de mai 1981, rédigé par Vicent Franch, le parti parie sur une politique nationale valencienne, dénonçant le projet politique des Pays Catalans dont il considère qu'il est fondé sur « un mirage volontariste peu lié à la réalité valencienne »,. Lors de cet exposé, le PNPV se déclare « démocratique, progressiste et de gauche » et affirme être la seule formation nationaliste valencienne ayant opté pour le pragmatisme et évitant les exigences maximalistes. Vicent Franch est cependant contraint de démissionner du parti avant le congrès suivant, à cause de désaccords stratégiques avec Andreu Banyuls et Josep Lluís Albiñana, partisans du renforcement d'Unitat del Poble Valencià, alors que Franch privilégie l'éloignement de ce dernier pour apporter un soutien tactique au Parti réformiste démocratique (es).

## Résultats électoraux
Aux élections municipales de 1979, le PNPV obtient 10 773 voix et 12 conseillers dans des localités d'importance moyenne — dont 3 à Ontinyent —. Aux élections générales au Congrès célébrées le même jour, le parti obtient 13 828 voix (1,28 %) dans la circonscription électorale de Valence, la seule où il présente une liste, insuffisantes pour remporter un siège.

## Implantation
Le parti est principalement implanté dans les comarques  de la zone Túria-Xúquer — Horta Nord, Horta Sud, Ribera Alta, Ribera Baixa, Camp de Túria et Camp de Morvedre —, avec peu de présence dans les régions plus au sud, à l'exception de quelques militants dans la Marina Alta et la Marina Baixa, où le maire de Benidorm, Rafael Ferrer, rejoint le PNPV peu avant les municipales de 1979.